# Benito Rivadavia
Benito Bernardino González Ribadavia (Monforte de Lemos, España, 7 de febrero de 1747 - Buenos Aires, Provincias Unidas del Río de la Plata, 28 de septiembre de 1816), más conocido como Benito Rivadavia, fue un abogado y comerciante español establecido en el Virreinato del Río de la Plata, que ejerció cargos públicos y actuó como militar ante las Invasiones Inglesas.

## Biografía
Se trasladó joven a Buenos Aires, y estudió en la Universidad Mayor Real y Pontificia San Francisco Xavier de Chuquisaca, recibiéndose de abogado en 1775.
Su apellido original era González, pero cuando se casó el 18 de marzo de 1776 en Buenos Aires con su prima-hermana, María Josefa de Jesús Rodríguez de Ribadavia y Rivadeneyra, adoptó el apellido Rivadavia como su segundo apellido. Su hijo Bernardino Rivadavia eliminaría el González y transformaría Ribadavia en Rivadavia. Lo mismo haría su hijo Santiago Rivadavia.
Al quedar viudo, Benito se casó el 17 de enero de 1788 en segundas nupcias con Ana María Salvadora de Otálora y Ribero, hija de uno de los hombres más acaudalados de la ciudad, el coronel José Antonio Gregorio de Otálora.
Fue juez de bienes de difuntos, tesorero de la Catedral de Buenos Aires, miembro del cabildo porteño y del Consulado de Comercio. Llegó a adquirir una respetable fortuna como abogado y socio de varios comerciantes, especialmente traficantes de esclavos; pero llevó una vida austera, sin ostentación alguna. Estudió en la escuela de náutica fundada por Manuel Belgrano, y se dedicó a la navegación y la construcción de embarcaciones de cabotaje. Sus barcos recorrieron el Río de la Plata hasta que le fueron robados cuatro buques, tras lo cual abandonó esa actividad.
Logró un importante ascenso social para su hijo cuando éste se casó con la hija del fallecido virrey Joaquín del Pino y Rozas.
Cuando se produjo la primera de las Invasiones Inglesas se unió al grupo de conspiradores dirigido por Martín de Álzaga y luchó en la Reconquista. Fue el segundo en el mando del Tercio de Gallegos, con el cual combatió en la Defensa de Buenos Aires en 1807. También se destacó en el cabildo abierto que depuso al virrey Sobremonte a principios de ese año.
Su regimiento fue disuelto como consecuencia de la Asonada de Álzaga, en enero de 1809, y se opuso firmemente a la Revolución de Mayo. Su hijo Bernardino fue secretario del Segundo Triunvirato, el gobierno que con más constancia persiguió a los españoles, pero González Ribadavia fue respetado. No obstante, no volvió a tener participación pública alguna.
Falleció en Buenos Aires el 28 de septiembre de 1816.